# Tumerepedes flava
Tumerepedes flava är en fjärilsart som beskrevs av George Thomas Bethune-Baker 1913. Tumerepedes flava ingår i släktet Tumerepedes och familjen juvelvingar. Inga underarter finns listade i Catalogue of Life.